# هيدي بوتشر
هيدي بوتشر هي فنانة سويسرية، ولدت في 23 فبراير 1926 في فينترتور في سويسرا، وتوفيت في 11 ديسمبر 1993 في Brunnen ‏ في سويسرا.